# Musikbund von Ober- und Niederbayern
Der Musikbund von Ober- und Niederbayern (MON) ist ein 1953 von Heinz Kemenater und Ludwig Dennerlein gegründeter Verband zur Organisation ober- und niederbayerischer Musikkapellen. Der ursprünglich als Oberbayerischer Musikbund gegründete Verein wurde am 9. März 1958 mit dem Beitritt Niederbayerns in Musikbund von Ober- und Niederbayern e. V. umbenannt.
Derzeit sind 690 Musikvereine, -kapellen, -schulen, Blasorchester, Jugendkapellen, Spielleute- und Fanfarenzüge und sonstige Musikgruppen mit über 24.700 aktiven Musikern auf dem Gebiet der Regierungsbezirke Oberbayern und Niederbayern im MON organisiert (Stand 2018).
Der MON ist Mitglied im Bayerischen Blasmusikverband und darüber hinaus im Bayerischen Musikrat.

## Bezirksverbände
Der Musikbund von Ober- und Niederbayern gliedert sich in 13 Bezirksverbände:
1. Amper
2. Bayerwald
3. Chiem-Rupertigau
4. Donau-Wald
5. Inn-Chiemgau
6. Inn-Salzach
7. Isar-Mangfall
8. Isar-Vils-Rott
9. Lech-Ammersee
10. Mittelbayern
11. München
12. Oberland
13. Werdenfels

Regelmäßig finden in jedem der Bezirke Bezirksmusikfeste und Wertungsspiele statt. Als Veranstalter treten hier meist Blaskapellen oder deren Förderverein auf, welche im laufenden Jahr ein Gründungsjubiläum begehen.

## Weiterbildung
Der MON widmet sich in großem Umfang der Fortbildung seiner Mitgliedergruppen. Im Leistungskatalog sind enthalten:
- Musikerleistungsabzeichen
- Lehrgänge für Dirigent, Stabführer und Registerführer
- Seminare die sich besonders mit traditioneller Blasmusik und Sinfonie auseinandersetzen

## Sinfonisches Blasorchester
Der MON unterhält seit 2000 ein eigenes sinfonisches Blasorchester, in dem musikalische Nachwuchsarbeit des MON betrieben wird und ein Bewusstsein für die Sinfonik in der Blasmusik geschaffen werden soll. Dirigent und Künstlerischer Leiter ist seit 2016 Alejandro Vila.

## Bläserakademie „advanced“
Eine Besonderheit des MON ist die Bläserakademie „advanced“, in der ambitionierte und talentierte junge Musiker eine kontinuierliche Ausbildung bei Top-Dozenten aus den Reihen der Münchner Philharmoniker oder des Sinfonieorchesters des Bayerischen Rundfunks erhalten. Diese erhielt 2017 den Bayerischen Staatspreis für Musik in der Kategorie „Laienmusizieren“.

## Ehrenmitglieder
Der MON hat seit seiner Gründung 1953 folgenden Personen die Ehrenmitgliedschaft verliehen:
| Name               | Ernennung | Anmerkung      |
| ------------------ | --------- | -------------- |
| Linus Fecker       |           |                |
| Manfred Fischer    | 1999      | Ehrenpräsident |
| Karl-Heinz Franke  | 2001      |                |
| Thomas Goppel      | 2013      | Ehrenpräsident |
| Heinz Kemenater    | 1956      |                |
| Max Kriesmair sen. |           | Ehrenpräsident |
| Michael Kummer     | 2013      |                |
| Franz Meyer        |           | Ehrenpräsident |
| Andreas Samböck    | 2013      |                |
| Peter Spanier      |           |                |